# Giro del Piemonte 2023
La 107.ª edición de la clásica ciclista Giro del Piemonte fue una carrera en Italia que se celebró el 5 de octubre de 2023 con inicio en la ciudad Borgofranco d'Ivrea y final en la ciudad de Favria sobre un recorrido de 152 kilómetros.
La carrera formó parte del UCI ProSeries 2023, calendario ciclístico mundial de segunda división, dentro de la categoría UCI 1.Pro.

## Equipos participantes
Tomaron parte en la carrera 22 equipos: 15 de categoría UCI WorldTeam invitados por la organización y 7 de categoría UCI ProTeam. Formaron así un pelotón de 152 ciclistas de los cuales acabaron 133. Los equipos participantes fueron:
| WorldTeams (15)- Alpecin-Deceuninck - Astana Qazaqstan Team - Bahrain Victorious - Bora-Hansgrohe - Cofidis - EF Education-EasyPost - Ineos Grenadiers - Intermarché-Circus-Wanty - Jumbo-Visma - Lidl-Trek - Movistar Team - Soudal Quick-Step - Team DSM-Firmenich - Team Jayco AlUla - UAE Team Emirates ProTeams (7)- Eolo-Kometa - Green Project-Bardiani CSF-Faizanè - Israel-Premier Tech - Lotto Dstny - Q36.5 Pro Cycling Team - Team Corratec-Selle Italia - Tudor Pro Cycling Team |
| |

## Clasificación final
- La clasificación finalizó de la siguiente forma:[3]

| \| Clasificación general \| Clasificación general \| Clasificación general \| Clasificación general \| Clasificación general \| \| Ciclista \| Ciclista \| Equipo \| Tiempo \| \| \| --------------------- \| --------------------- \| ---------------------------------- \| --------------------- \| --------------------- \| \| 1.º \| Andrea Bagioli \| Soudal Quick-Step \| 3 h 20 min 25 s \| \| \| 2.º \| Marc Hirschi \| UAE Team Emirates \| + 0 s \| \| \| 3.º \| Alex Aranburu \| Movistar Team \| + 0 s \| \| \| 4.º \| Filippo Ganna \| Ineos Grenadiers \| + 11 s \| \| \| 5.º \| Rui Alberto Costa \| Intermarché-Circus-Wanty \| + 11 s \| \| \| 6.º \| Georg Zimmermann \| Intermarché-Circus-Wanty \| + 11 s \| \| \| 7.º \| Martin Marcellusi \| Green Project-Bardiani CSF-Faizanè \| + 16 s \| \| \| 8.º \| Harold Tejada \| Astana Qazaqstan Team \| + 16 s \| \| \| 9.º \| Antonio Tiberi \| Bahrain Victorious \| + 16 s \| \| \| 10.º \| Nick Schultz \| Israel-Premier Tech \| + 16 s \| \| |                   |                                    |                 |
| |                   |                                    |                 |
| Fuente: ProCyclingStats |                   |                                    |                 |
| Clasificación general |                   |                                    |                 |
| Ciclista | Ciclista          | Equipo                             | Tiempo          |
| 1.º | Andrea Bagioli    | Soudal Quick-Step                  | 3 h 20 min 25 s |
| 2.º | Marc Hirschi      | UAE Team Emirates                  | + 0 s           |
| 3.º | Alex Aranburu     | Movistar Team                      | + 0 s           |
| 4.º | Filippo Ganna     | Ineos Grenadiers                   | + 11 s          |
| 5.º | Rui Alberto Costa | Intermarché-Circus-Wanty           | + 11 s          |
| 6.º | Georg Zimmermann  | Intermarché-Circus-Wanty           | + 11 s          |
| 7.º | Martin Marcellusi | Green Project-Bardiani CSF-Faizanè | + 16 s          |
| 8.º | Harold Tejada     | Astana Qazaqstan Team              | + 16 s          |
| 9.º | Antonio Tiberi    | Bahrain Victorious                 | + 16 s          |
| 10.º | Nick Schultz      | Israel-Premier Tech                | + 16 s          |

## Ciclistas participantes y posiciones finales
Convenciones:
- AB-N: Abandono en la etapa "N"
- FLT-N: Retiro por llegada fuera del límite de tiempo en la etapa "N"
- NTS-N: No tomó la salida para la etapa "N"
- DES-N: Descalificado o expulsado en la etapa "N"

## UCI World Ranking
El Giro del Piemonte otorgó puntos para el UCI World Ranking para corredores de los equipos en las categorías UCI WorldTeam, UCI ProTeam y Continental. Las siguientes tablas muestran el baremo de puntuación y los diez corredores que obtuvieron más puntos:
| Posición              | 1.º | 2.º | 3.º | 4.º | 5.º | 6.º | 7.º | 8.º | 9.º | 10.º | 11.º | 12.º | 13.º | 14.º | 15.º | 16.º-30.º | 31.º-40.º |
| Clasificación general | 200 | 150 | 125 | 100 | 85  | 70  | 60  | 50  | 40  | 35   | 30   | 25   | 20   | 15   | 10   | 5         | 3         |

| Clasificación |                   |                                    |         |
| Posición      | Ciclista          | Equipo                             | General |
| ------------- | ----------------- | ---------------------------------- | ------- |
| 1.º           | Andrea Bagioli    | Soudal Quick-Step                  | 200     |
| 2.º           | Marc Hirschi      | UAE Emirates                       | 150     |
| 3.º           | Alex Aranburu     | Movistar                           | 125     |
| 4.º           | Filippo Ganna     | INEOS Grenadiers                   | 100     |
| 5.º           | Rui Costa         | Intermarché-Circus-Wanty           | 85      |
| 6.º           | Georg Zimmermann  | Intermarché-Circus-Wanty           | 70      |
| 7.º           | Martin Marcellusi | Green Project-Bardiani CSF-Faizanè | 60      |
| 8.º           | Harold Tejada     | Astana Qazaqstan                   | 50      |
| 9.º           | Antonio Tiberi    | Bahrain Victorious                 | 40      |
| 10.º          | Nick Schultz      | Israel-Premier Tech                | 35      |